# ジュディウソン・ママドゥ・トゥンカラ・ゴメス
ペレ（Pelé）ことジュディウソン・ママドゥ・トゥンカラ・ゴメス（Judilson Mamadu Tuncará Gomes，1991年9月29日 - ）は、ポルトガル出身のサッカー選手。ギニアビサウ代表。ポジションはミッドフィールダー。

## 経歴
2011年8月30日、セリエAのACミランに移籍したが出場機会は訪れず、翌年の7月31日にFCアルセナル・キエフに期限付き移籍。その後、CFベレネンセスなどに期限付き移籍。
2017年6月19日、リオ・アヴェFCと5年契約を結んで移籍した。
2018年7月、ASモナコに5年契約で移籍した。